# إل. دبليو. روجرز
إل. دبليو. روجرز (بالإنجليزية: L. W. Rogers)‏ هو نقابي وصحفي أمريكي، ولد في 28 مايو 1859، وتوفي في 1953.